# Dorothy Saunders
Dorothy Saunders (verheiratete Jackson; * 22. Januar 1915; † 12. November 2013) war eine britische Sprinterin.
1938 gewann sie bei den British Empire Games in Sydney Silber mit der englischen 660-Yards-Stafette und Bronze mit der englischen 440-Yards-Stafette. Über 100 und 220 Yards schied sie im Halbfinale aus. Im selben Jahr wurde sie bei den Leichtathletik-Europameisterschaften in Wien Vierte über 100 m und Fünfte über 200 m. In der 4-mal-100-Meter-Staffel wurde sie mit dem britischen Quartett disqualifiziert.
Bei den Internationalen Universitätsspielen holte sie 1935 Silber über 100 m, 1937 Gold über 80 m sowie über 200 m und 1939 Gold im Speerwurf sowie Bronze im Diskuswurf.
1938 wurde sie Englische Meisterin über 200 m.

## Persönliche Bestzeiten
- 100 m: 12,1 s, 17. September 1938, Wien
- 200 m: 24,8 s, 29. August 1937, Paris